# 氏寺
氏寺（うじでら）とは、飛鳥時代以降、特定の氏族により、一門の冥福と現世の利益とを祈るために建立され、信仰された仏教寺院。

## 概要
飛鳥時代に古墳、特に前方後円墳に代わって在地首長やヤマト王権構成員として君臨してきた有力氏族や王族の新たな祭祀儀礼の場として造られるようになった仏教の寺院である。中世頃からしだいに菩提寺とも呼ばれるようになった。
主な代表例としては聖徳太子が建立した法隆寺（斑鳩寺）や蘇我氏が建立した飛鳥寺、それに秦氏が建立した広隆寺がある。
地方では、その土地の豪族が氏寺を建てているのがみられる。例えば、小田原市千代台の千代廃寺からも白鳳様式の瓦が出土しており、これも豪族の氏寺であったと考えられている。なお、これらの中には、後に国分寺として用いられるようになった寺院も存在する。例えば、相模国分寺のように伽藍様式が天平様式より古い法隆寺式伽藍であったり、瓦も白鳳様式であったりするのは、豪族の氏寺を改修して国分寺としたものであると推定される。
公伝当初、仏教は限られた皇族や有力豪族によって、鎮護国家を目的として王権、国家、地域共同体の維持繁栄を祈るための信仰として受容された。しかし中世に入ると、仏教はそのような信仰の形態から拡大し、個人を救う信仰としても貴族社会全般に浸透し、その信仰が武家や一般民衆まで及ぶようになった。同時に、氏寺も古代のそれとは変化していった。「氏」という一グループの信仰や供養を受ける氏寺のみならず、「氏」を構成する「家」それぞれにも氏寺（家寺と呼ぶべきか）が持たれるようになり、それぞれ氏や家に応じた仏事を執り行うようになった。
仏事といった信仰的・宗教的行為の役割のみならず、氏寺の存続・発展の為の荘園経営や、本来主人たる氏や家へ対しての経済援助や助言といった活動を行う氏寺も出てきた。一方的な保護・援助の対象から、氏や家との密接な関係を保ちつつ、存続と自立的発展を目的としており、氏寺の中世的展開として注目される。